# Canton de Verdun-Est
Le canton de Verdun-Est est une ancienne division administrative française, qui était située dans le département de la Meuse et la région Lorraine.
Le canton est créé en 1973 à partir d'une partie du canton de Verdun. À la suite du redécoupage cantonal de 2014, le canton est supprimé.

## Géographie
Ce canton est organisé autour du chef-lieu Verdun et fait partie intégralement de l'arrondissement de Verdun. Son altitude varie de 194 m (Verdun) à 393 m (Rupt-en-Woëvre) pour une altitude moyenne de 281 m. Sa superficie est de 101,29 km2 sans compter la fraction de Verdun (la commune fait 31,03 km2 dans sa globalité).

## Histoire
Par décret du 23 juillet 1973, afin de diminuer les écarts de population entre les cantons, le canton de Verdun est divisé en deux : le canton de Verdun-Est et le canton de Verdun-Ouest.
Le 1er janvier 1985, la commune de Dieue-Génicourt défusionne, donnant naissance aux communes de Dieue-sur-Meuse et Génicourt-sur-Meuse. Le canton compte alors 8 communes.
À la suite du redécoupage cantonal de 2014, le canton est supprimé. Les communes se retrouvent dispersés dans :
- le nouveau canton de Dieue-sur-Meuse pour 5 communes : Ambly-sur-Meuse, Dieue-sur-Meuse, Génicourt-sur-Meuse, Rupt-en-Woëvre et Sommedieue ;
- le nouveau canton de Verdun-2 pour la fraction de Verdun et les 2 communes de Belrupt-en-Verdunois et Haudainville.

## Composition
Le canton de Verdun-Est se compose d’une fraction de la commune de Verdun et de sept autres communes. Il compte 8 083 habitants (population municipale) au 1er janvier 2012.
| Nom                  | Code Insee | Intercommunalité              | Population (dernière pop. légale)              |
| -------------------- | ---------- | ----------------------------- | ---------------------------------------------- |
| Verdun (chef-lieu)   | 55545      | CA du Grand Verdun            | Fraction : 3 472(2012) Commune : 18 393 (2014) |
| Ambly-sur-Meuse      | 55007      | CC Val de Meuse - Voie Sacrée | 252 (2014)                                     |
| Belrupt-en-Verdunois | 55045      | CC Val de Meuse - Voie Sacrée | 582 (2014)                                     |
| Dieue-sur-Meuse      | 55154      | CC Val de Meuse - Voie Sacrée | 1 399 (2014)                                   |
| Génicourt-sur-Meuse  | 55204      | CC Val de Meuse - Voie Sacrée | 274 (2014)                                     |
| Haudainville         | 55236      | CA du Grand Verdun            | 955 (2014)                                     |
| Rupt-en-Woëvre       | 55449      | CC Val de Meuse - Voie Sacrée | 298 (2014)                                     |
| Sommedieue           | 55492      | CC Val de Meuse - Voie Sacrée | 941 (2014)                                     |

## Représentation
| Période | Période          | Identité             | Étiquette    | Qualité                                                                  |
| ------- | ---------------- | -------------------- | ------------ | ------------------------------------------------------------------------ |
| 1973    | 1982             | René Vigneron        | PS           | Conseiller pédagogique Maire de Verdun (1977-1983)                       |
| 1982    | 1988             | Jacques Barat-Dupont | UDF          | Docteur en médecine Maire de Sommedieue puis de Verdun (1983-1989)       |
| 1988    | 1989 (démission) | Jean-Louis Dumont    | PS           | Enseignant Député (1981-1993 et depuis 1997) Maire de Verdun (1989-1995) |
| 1989    | 1994             | Bernard Gilson       | PS-DVG       | Directeur de cabinet Maire de Belrupt-en-Verdunois (depuis 2001)         |
| 1994    | 2015             | Guy Navel            | DVG puis PRG | Instituteur Conseiller municipal de Sommedieue                           |

## Démographie
| 1975 | 1982 | 1990  | 1999  | 2006  | 2011  | 2012  |
| ---- | ---- | ----- | ----- | ----- | ----- | ----- |
| -    | -    | 8 925 | 8 653 | 8 510 | 8 022 | 8 083 |